# Net-SNMP
Net-SNMP è una suite di applicativi per utilizzare e sviluppare il protocollo SNMP (supporta v1, v2c, v3 e il protocollo AgentX subagent).  Supporta IPv4, IPv6, IPX, AAL5, Unix domain socket e altri livelli di trasporto.  Contiene una libreria generica per i client, una suite di applicazioni a riga di comando, un agent SNMP espandibile e moduli per perl e python.

## Distribuzione
Net-SNMP è ospitato su SourceForge ed è spesso fra i primi 100 migliori progetti del sistema di ranking. Nel marzo 2005 è stato il progetto del mese.
È largamente distribuito incluso in molti sistemi operativi fra cui molte distribuzioni principali di Linux, FreeBSD, OpenBSD, Solaris, e macOS. È inoltre disponibile sul sito web di Net-SNMP.

## Storia del progetto
Il primo progetto, distribuito gratuitamente, iniziò nel 1992 a cura di Steve Waldbusser della Carnegie Mellon University con la creazione di un tool kit SNMP. Il pacchetto di applicativi fu poi abbandonato dalla CMU e ripreso successivamente da Wes Hardaker dell'università UC Davis cambiando il nome in UCD-SNMP estendendolo per soddisfare i bisogni di gestione della rete del Dipartimento di Ingegneria elettrica. Quando Hardaker lasciò l'università si rese conto che ormai il progetto poteva avere un respiro non solamente universitario ma più ampio e decise così di cambiare nuovamente il nome del progetto in Net-SNMP..
Le origini del progetto Net-SNMP sono radicate nel tempo e sono molto articolate. Una descrizione dettagliata è presente nella pagina web di history di Net-SNMP.

## Applicazioni incluse in Net-SNMP
| Applicazione     | Descrizione |
| ---------------- | --- |
| encode_keychange | produce la stringa KeyChang per SNMPv3.                                                                        |
| snmptranslate    | traduce gli OID delle MIB dal formato numerico a testuale e viceversa.                                         |
| snmpget          | comunica con un'entità della rete tramite richieste SNMP GET.                                                  |
| snmpgetnext      | comunica con un'entità della rete tramite richieste SNMP GETNEXT.                                              |
| snmpbulkget      | comunica con un'entità della rete tramite richieste SNMP GETBULK.                                              |
| snmpwalk         | recupera una porzione di albero di una mib utilizzando richieste SNMP GETNEXT.                                 |
| snmpbulkwalk     | recupera una porzione di albero di una mib utilizzando richieste SNMP GETBULK.                                 |
| snmpset          | comunica con un'entità della rete tramite richieste SNMP SET.                                                  |
| snmptrap         | invia i messaggi di notifica SNMP TRAP o SNMP INFORM.                                                          |
| snmpd            | è una agent SNMP che risponde alle richieste SNMP per un dato host.                                            |
| snmptrapd        | è un demone SNMP che resta in ascolto di TRAPS o INFORM del protocollo SNMP e produce azioni o log su di essi. |
| snmptest         | comunica con un'entità della rete tramite richieste SNMP.                                                      |
| mib2c            | è un'utilità che converte il codice descrittivo di una MIB in un altro linguaggio, ad esempio in codice C.     |
| tkmib            | gestore grafico in perl/Tk per gestire le MIB.                                                                 |